# Medalla Murchison
La medalla Murchison és una prestigiosa medalla científica atorgada anualment per la Societat Geològica de Londres (Geological Society of London), comparable a la medalla Lyell, adjudicada en reconeixement d'investigacions de qualitat excepcional en el camp de ciències de la Terra.
El premi fou creat per Roderick Murchison (1792-1871). Un dels actes públics del final de la vida de Murchison va ser la fundació d'una càtedra de Geologia i Mineralogia a la Universitat d'Edimburg. Va establir la medalla Murchison i un fons geològic (The Murchison Fund) que es concedeix anualment pel Consell de la Societat Geològica de Londres. La primera medalla es va concedir en 1873.

## Medallistes Murchison

### Seglexix
|  | - 1873 William Davies - 1874 John Jeremiah Bigsby - 1875 William Jory Henwood - 1876 Alfred Richard Cecil Selwyn - 1877 William Branwhite Clarke - 1878 Hans Bruno Geinitz - 1879 Frederick McCoy - 1880 Robert Etheridge - 1881 Archibald Geikie - 1882 Jules Gosselet - 1883 Heinrich Robert Goeppert - 1884 Henry Woodward - 1885 Ferdinand von Roemer - 1886 William Whitaker | - 1887 Peter Bellinger Brodie - 1888 John Strong Newberry - 1889 James Geikie - 1890 Edward Hull - 1891 Waldemar Christofer Brøgger - 1892 Alexander Henry Green - 1893 Osmond Fisher - 1894 William Talbot Aveline - 1895 Gustaf Lindstrom - 1896 Thomas Mellard Reade - 1897 Horace Bolingbroke Woodward - 1898 Thomas Francis Jamieson - 1899 Benjamin Neeve Peach - 1899 John Horne - 1900 (Nils) Adolf Erik Nordenskiold |

### Segle XXI
- 2001 Juan Watterson
- 2002 David Price
- 2003 Alexander Norman Halliday
- 2004 Philip England
- 2005 Christopher Scholz
- 2006 Brian Kennett
- 2007 Herbert Huppert
- 2008 Mike Searle
- 2009 David Kohlstedt